# Appendicula dendrobioides
Appendicula dendrobioides är en orkidéart som först beskrevs av Rudolf Schlechter, och fick sitt nu gällande namn av Rudolf Schlechter. Appendicula dendrobioides ingår i släktet Appendicula och familjen orkidéer. Inga underarter finns listade i Catalogue of Life.